# Instituto de Pesquisas Meteorológicas
Instituto de Pesquisas Meteorológicas (IPMet) é um instituto de meteorologia localizado em Bauru, no interior do estado brasileiro de São Paulo, e uma unidade complementar da Universidade Estadual Paulista (Unesp). Foi criado com o intuito de realizar pesquisas meteorológicas voltadas à utilização em previsão do tempo para o estado de São Paulo, além de quantificar e monitorar tempestades e a pluviosidade nessa região, através do uso de um  radar meteorológico.
No fim da década de 90, foi implantado outro radar no município de Presidente Prudente, que realiza pesquisas meteorológicas semelhantes, sendo um sistema que opera remotamente a partir de Bauru.

## História
O IPMET tem sua origem no antigo Instituto de Pesquisas criado em 1969 pela Fundação Educacional de Bauru, que mais tarde iria se tornar a Universidade de Bauru (posteriormente absorvida pela Unesp), com o objetivo de subsidiar as diversas áreas de ensino com ênfase na meteorologia. Em 1972 a instituição passou a ser denominada pelo nome atual de Instituto de Pesquisas Meteorológicas. Em 1988, o instituto foi incorporado à Unesp.